# Dirk Stettner

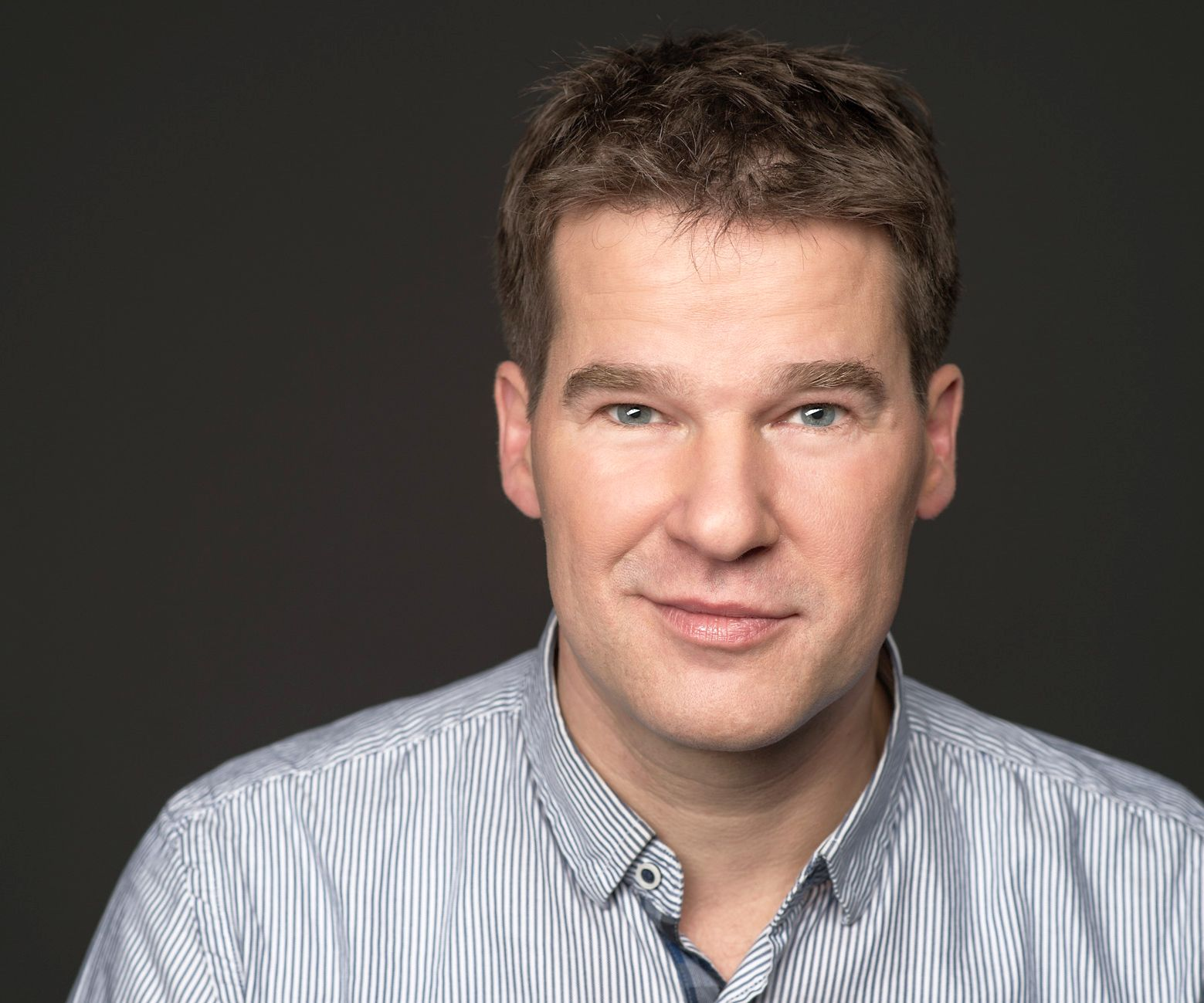
Dirk Stettner, 2014

Dirk Stettner (* 24. August 1969 in Mönchengladbach) ist ein deutscher Politiker (CDU) und Hotelier. Seit 2018 ist er Abgeordneter im Abgeordnetenhaus von Berlin, dem er bereits von 2011 bis 2016 angehörte. Seit April 2023 ist er dort Vorsitzender der CDU-Fraktion und zudem seit Juni 2022 Kreisvorsitzender der CDU Pankow.

## Leben und beruflicher Werdegang

### Ausbildung
Stettner legte das Abitur in Siegen ab. Anschließend war er ein Jahr im Presse- und Informationsamt der Stadt beschäftigt und absolvierte dann seinen Wehrdienst in Wetzlar. Danach war er drei Jahre Mitarbeiter im Deutschen Bundestag und begann ein berufsbegleitendes Studium der Geschichte, Rechtswissenschaften und Politik an der Rheinischen Friedrich-Wilhelms-Universität Bonn. In dieser Zeit schloss er sich der W.K.St.V. Unitas Rhenania Bonn im Unitas-Verband an. 1994 zog er nach Berlin, wo er ein berufsbegleitendes Studium der Politologie an der Freien Universität Berlin aufnahm. Stettner ist verheiratet und hat drei Kinder.

### Berufsleben
Stettner ist geschäftsführender Gesellschafter der Stettner + Stettner GmbH mit Sitz in Berlin, zu deren Unternehmensprofil u. a. die Hausverwaltung, Projektentwicklung sowie das Betreiben von Hotels gehört.
Er war zeitweilig Mitglied und Vorsitzender des Aufsichtsrats der Immobiliendienstleistungsgesellschaft GW-C Grundwert Consult GmbH.
2004/05 gründete Stettner die Firma Wisowerk gGmbH - eine gemeinnützige Werkstatt für behinderte Menschen –  sowie die ebenfalls gemeinnützige Aktiengesellschaft Wisowerk gAG, deren Zweck die Integration von Menschen mit Behinderungen in die Arbeitswelt war.

## Parteipolitisches
Neben seiner beruflichen Tätigkeit begann Stettner, sich politisch zu engagieren und trat in die CDU ein. Zwischen 2005 und 2006 amtierte er erstmals als Kreisvorsitzender der CDU Pankow. Am 11. Juni 2009 folgte Stettner Ex-Finanzsenator Peter Kurth als Kreisvorsitzenden nach, der in Köln für das Oberbürgermeisteramt kandidierte. Am 22. August 2012 übergab er das Amt an den damaligen gesundheitspolitischen Sprecher der CDU-Fraktion im Abgeordnetenhaus, Gottfried Ludewig. Am 24. Juni 2022 und am 18. März 2023 wurde Stettner erneut zum Kreisvorsitzenden der CDU gewählt.
Stettner ist zudem Ortsvorsitzender der CDU Weißensee.

## Mitgliedschaft im Abgeordnetenhaus

### 17. Wahlperiode
Bei der Wahl zum Abgeordnetenhaus von Berlin am 18. September 2011 gewann Stettner erstmals das Abgeordnetenmandat. Er erhielt 22,4 % der Erststimmen und zog über die Pankower Bezirksliste ins Parlament ein. Dort wurde Stettner von seiner Fraktion zum stellvertretenden Vorsitzenden gewählt.
Als die Staatsanwaltschaft Berlin im Januar 2012 Anklage gegen Stettner erhob, verließ er die CDU-Fraktion und blieb während des Verfahrens fraktionsloses Mitglied des Parlaments. Mit Einstellung des Verfahrens gegen Geldauflage trat Stettner der CDU-Fraktion im Juni 2015 wieder bei.

### 18. Wahlperiode
Bei der Wahl am 18. September 2016 kandidierte Stettner erneut in seinem Heimatwahlkreis, verfehlte jedoch zunächst den Einzug ins Parlament. Mit dem Wechsel von Gottfried Ludewig in die Bundespolitik rückte Stettner allerdings am 10. April 2018 ins Abgeordnetenhaus nach.
In der Corona-Pandemie plädierte Stettner als bildungspolitischer Sprecher der CDU-Fraktion wiederholt für die Aufrechterhaltung des Präsenzunterrichts an Schulen und kritisierte die unzureichende Ausstattung der Berliner Bildungseinrichtungen mit Luftfiltern.

### 19. Wahlperiode
Bei der Abgeordnetenhauswahl 2021 gelang es Stettner als Listenkandidat, seinen Sitz im Abgeordnetenhaus zu verteidigen. Er wurde zum stellvertretenden Fraktionsvorsitzenden gewählt und zum Fachsprecher für die Themen Bauen und Wohnen ernannt.
Deutliche Kritik äußerte Stettner an den Forderungen der Initiative Deutsche Wohnen & Co. enteignen und kritisierte die Senatsparteien des Senats Giffey wiederholt für ihre Haltung zum Volksentscheid.

#### Nach der Wiederholungswahl: Fraktionsvorsitzender
Bei der Wiederholungswahl am 12. Februar 2023 konnte Stettner, ähnlich wie viele CDU-Kandidaten berlinweit, deutliche Stimmenzugewinne verbuchen. Mit einem Erststimmenergebnis von 30,2 % schlug er erstmals den bisherigen Direktkandidaten Dennis Buchner und zog direkt ins Parlament ein.
Seit März 2023 ist Stettner neben 17 weiteren Parlamentariern Mitglied des Ältestenrates des Berliner Abgeordnetenhauses. Nach der Wahl von Kai Wegner zum Regierenden Bürgermeister wählte die CDU-Fraktion Stettner am 27. April mit 92 Prozent zu dessen Nachfolger als Fraktionsvorsitzenden.
Stettner verurteilte die Gräueltaten, die die Menschen in Israel bei dem Terrorangriff der Hamas erleben mussten. „Dieses Tun widert mich an, dafür gibt es keinerlei Rechtfertigung“. Dieser Barbarei müsse man sich „entschlossen und konsequent“ entgegenstellen, befand Stettner.

## Anklage wegen Betrug und Insolvenzverschleppung
2006 kamen Vorwürfe auf, Stettner habe als Unternehmer überhöhte Rechnungen geltend gemacht und einen Bauunternehmer im Zuge der Insolvenz eines seiner Unternehmen um einen größeren Geldbetrag geprellt. Stettner wies die Anschuldigungen zurück, legte jedoch trotzdem sein Amt als Kreisvorsitzender nieder.
Im Januar 2012 erhob die Staatsanwaltschaft Berlin Anklage gegen ihn wegen des Betrugsverdachts, der Insolvenzverschleppung und Vorenthaltung von Sozialleistungen. Die Ermittlungen betrafen Stettners Tätigkeit als Vorstand von Wisowerk in den Jahren 2005 und 2006. Im Mai 2012 wurde der Fall vor dem Amtsgericht Tiergarten verhandelt. Stettner legte umgehend Rechtsmittel ein, nachdem das Amtsgericht ihn wegen Subventionsbetruges, Insolvenzverschleppung und des Vorenthaltens von Sozialabgaben zu einem Jahr Haft auf Bewährung verurteilte. Stettner stimmte der Zahlung einer Geldauflage in Höhe von 36.000 Euro zu, woraufhin das Berufungsverfahren vor dem Landgericht Berlin schließlich Mitte 2015 eingestellt wurde.

## Ehrenamtliche Positionen
Stettner war Vorsitzender des Vereins für Weißensee, der einige Jahre das traditionsreiche Blumenfest am Weißen See organisierte, und des Vereins Siedlung Rennbahn Berlin-Weißensee.
Stettner ist Mitglied der überparteilichen Europa-Union Berlin (EUB), die sich für ein föderales Europa und den europäischen Einigungsprozess einsetzt.